# Gunnar Mörn

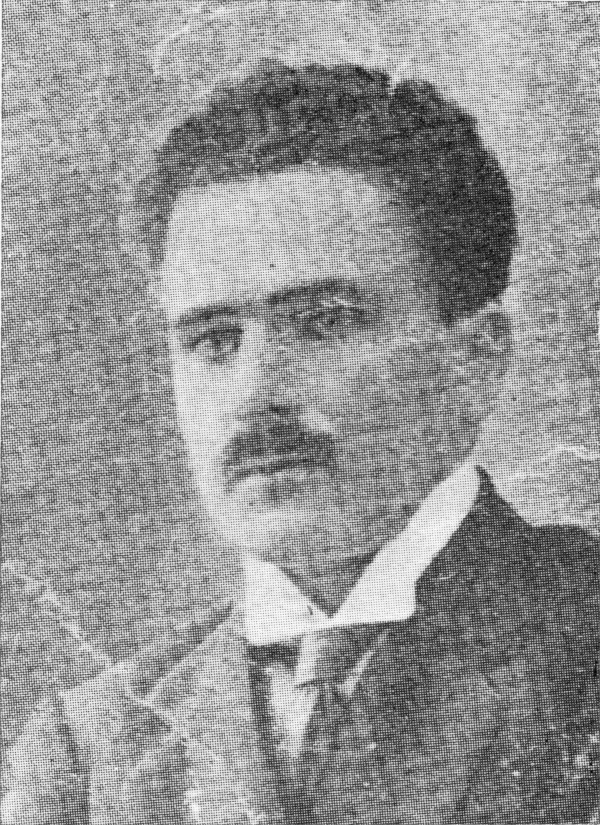
Gunnar Mörn

Gunnar Mörn, född 20 oktober 1883, död den 6 september 1918, var en finlandssvensk socialistisk publicist, verksam vid tidningen Arbetet i Åbo.
Mörn föddes på Saltvik på Åland i ett jordbrukarhem och utbildningen omfattade klockarskola. Han verkade som sånglärare vid de svenska folkskolorna i Åbo och som dirigent för ett par körer. Han knöts i december 1915 till tidningen Arbetet som medarbetare och ett år senare fick han fast anställning, samt fick i slutet av 1917 befattning som redaktör. Han verkade bland annat som musikkritiker och i denna miljö tillägnade han sig en socialistisk ideologi.
Mörn hade ett starkt engagemang för konsten, som han ansåg bör vara ”personlig, universell och framförallt fri från tendens.” Särskilt personlighetsdraget framhöll han starkt. Hans kritik var polemisk och väckte uppståndelse.
Mörn propagerade redan den 20 oktober 1917 för våldsaktioner och ondgjorde sig över ”humana” stridsmetoder. Det skedde först på insändarplats, men snart kom hans att linje att sätta sin prägel på Arbetet och krigshetsen väckte bestörtning bland de borgerliga. Han medverkade i tidningen till april 1918.
Inför revolutionens sammanbrott flydde Mörn till Viborg, där man planerade att fortsätta ge ut Arbetet. Staden föll snabbt i de vitas händer och efter ett misslyckat flyktförsök genom skärgården fängslades han och dömdes i en statsförbrytelsedomstol till döden samt avrättades på Sveaborg den 6 september 1918.